# Руини, Камилло
Камилло Руини (итал. Camillo Ruini; род. 19 февраля 1931, в Сассуоло, Модена, королевство Италия) — итальянский кардинал. Титулярный епископ Непте и вспомогательный епископ Реджо-нель-Эмилии в 1983—1991. Генеральный викарий Рима и архипресвитер Базилики св. Иоанна Латеранского (итал. Basilica di San Giovanni in Laterano), кафедральной церкви римского диоцеза с 1 июля 1991 по 27 июня 2008. Председатель Итальянской епископской конференции с 1991 по 2007. Кардинал-священник с титулом церкви Сант-Аньезе-фуори-ле-Мура с 28 июня 1991.
Кардинал Руини был очень активен в средствах массовой информации, был одним из кардиналов, наиболее часто выступающих на итальянском телевидении, в газетах и журналах.

## Образование и начало карьеры
Изучив философию и богословие в Риме, в Папском Григорианском университете, он получил лиценциат в этих дисциплинах.
Был посвящён в священники 8 декабря 1954 года кардиналом Луиджи Тралья. В 1957 году возвратился Реджо-нель-Эмилию и преподавал философию в епархиальной семинарии до 1968 года. С 1958 года по 1966 год служил капелланом в Католическом университете дипломированных специалистов и с 1966 года по 1970 год служил в качестве делегата «Католического действия» (итальянская католическая ассоциация).
Среди учёных постов Руини была должность преподавателя догматического богословия (1968—1986 годы) в межепархиальной теологической семинарии Модены-Реджо-нель-Эмилии, где он был также директором школы с 1968 года по 1977 год.

## Епископ
В мае 1983 года назначен титулярным епископом Непте и вспомогательным епископом Реджо-нель-Эмилии и Густаллы, рукоположён в сан 29 июня 1983 года Джилберто Барони, епископом Реджо-нель-Эмилии. Как вице-председатель подготовительного комитета, он внёс существенный вклад в реализацию церковного соглашения Лорето (1985 год), которое стало ориентиром в диалоге между Церковью и итальянским обществом после ран, нанесённых этому диалогу в 1960-е годы и 1970-е годы.
28 июня 1986 года Иоанн Павел II назвал его генеральным секретарём Итальянской епископской конференции. С 1988 года был советником Конгрегации по делам епископов. В январе 1991 года Руини был назначен вспомогательным епископом и про-генеральным викарием Рима. 17 марта 1991 года стал председателем Итальянской епископской конференции. Назначен генеральным викарием Его Святейшества в римской епархии, архипресвитером кафедральной Базилики св. Иоанна Латеранского и великим канцлером Папского Латеранского университета 1 июля 1991 года.

## Кардинал
Был возведён в кардиналы-священники с титулом церкви Сант-Аньезе-фуори-ле-Мура на консистории 28 июня 1991 года.
29 декабря 1992 года Руини стал председателем Peregrinatio ad Petri Sedem, которая содействует паломничеству в Рим. Он оставался на этой должности до 2 мая 1996 года.
Членство в дикастериях Римской курии:
- Конгрегация по делам епископов;
- Папский совет по делам мирян;
- Администрация церковного имущества Святого Престола;
- Совет кардиналов по изучению организационных и экономических дел Святого Престола.

Руини был одним из кардиналов-выборщиков, которые участвовали в 2005 году в папском Конклаве, который выбрал папой римским Бенедикта XVI. Руини был одним из папабилей и получил голоса при первом голосовании.
14 февраля 2006 года был подтверждён в качестве председателя Итальянской епископской конференции папой римским Бенедиктом XVI.
17 марта 2010 года Ватикан сформировал комиссию для расследования феномена Меджугорья (Босния и Герцеговина), где шесть молодых людей заявили, что с начала 1980-х годов у них были видения Девы Марии. Руини был её председателм. В январе 2014 года комиссия представила свои выводы Конгрегации доктрины веры.

## В отставке
7 марта 2007 года Папа Бенедикт XVI принял отставку кардинала Руини с поста председателя епископской конференции Италии. Его преемником стал Анджело Баньяско — архиепископ Генуи
27 июня 2008 года папа римский Бенедикт XVI принял представленную отставку кардинала Руини, по достижении того преклонного возраста, с поста генерального викария Его Святейшества Рима и архипресвитера Папской Латеранской базилики. Папа римский назвал преемником Руини кардинала Агостино Валлини, до сих пор бывшего префектом Верховного Трибунала Апостольской Сигнатуры.
Кардинал Руини пробыл на посту кардинала-викария Рима семнадцать с лишнем лет.
19 февраля 2011 года кардиналу Руини исполнилось 80 лет и он потерял право на участие в Конклавах.
По состоянию на июнь 2025 года Руини занимал пост президента Научного комитета Фонда Ратцингера.
В июле 2024 года Руини был госпитализирован более чем на неделю. Ему имплантировали кардиостимулятор для лечения ишемической болезни сердца.

## Политические взгляды
Кардинал Камилло Руини считается «консервативным» католиком, близким к позициям Иоанна Павла II и Бенедикта XVI, хотя множество людей и рассматривает их взгляды как «прогрессивные». Был самым сильным голосом церкви против референдума весны 2005 по отмене части ограничительных законов Италии по искусственному оплодотворению.
Руини считался социальным и политическим консерватором, близким к позициям римских пап Иоанна Павла II и Бенедикта XVI. Он был очень активен в средствах массовой информации и был самым сильным голосом Церкви против весеннего референдума 2005 года о либерализации правовых ограничений Италии на искусственное оплодотворение. Он прокомментировал вопрос французского Гражданского договора солидарности 1999 года для не состоящих в браке пар одного или разного пола. В 2007 году в Сенат Италии был внесен законопроект о законе о гражданских союзах. Конференция католических епископов выступила против этого предложения.
Время от времени некоторые «прогрессисты» называют Руини насмешливым прозвищем «кардинал Ровини», то есть «кардинал Руины» за его принципиальную позицию в области морали и вмешательство в связи с этим во внутренние дела других стран, что иногда рассматривается как вред репутации Католической церкви. Другие же приветствуют его замечания и рассматривают это как признак жизнеспособности Церкви и её вселенского характера.
Кардинал Руини — был одним из наиболее влиятельных кардиналов при папском дворе Бенедикта XVI наряду с кардиналами Содано, Левадой, Шёнборном.

## Награды
- Большой крест ордена «За заслуги перед Итальянской Республикой» (13 июня 2005 года)[17]